# Бор (Некрасовский район)
Бор — деревня в Некрасовском районе Ярославской области России.
В рамках организации местного самоуправления входит в сельское поселение Красный Профинтерн, в рамках административно-территориального устройства — в Боровской сельский округ.

## География
Расположена в 35 километрах к северо-востоку от центра города Ярославля и в 3 километрах к северо-западу от посёлка Красный Профинтерн.

## История
Современная деревня включает три бывших населённых пункта, объединённых в середине XX века: деревня Бор, деревня Дурново и село Бор (бывшее Никольское на Голышкином бору, Бор-Голышкино, бывший погост Голышкин Бор). В XVI—XVIII веках они были в составе Городского стана Ярославского уезда Замосковного края.
В писцовых книгах 1627—1629 годов записано, что «Село Никольское на Голышкином бору за Иваном Азеевым, да за Иваном за Грязным, Казариновыми детьми Опухтина печатника Ивана Тарасьевича Грамотина, а в селе церковь великого чудотворца Николы древяна клетцки, в церкви образы и книги и свечи и на колокольнице колокола и всякое церковное строение мирское приходских людей, на церковной земле поп Иван Иванов, дьячок, пономарь, просфирница и две кельи нищих, питаются от церкви Божии. Пашни церковные паханые дьячковы и пономаревы во всех полях двадцать две четверти с осминою середние земли. Села ж Никольского за попом Иваном церковная деревня Ивановская, в ней крестьянин Оська Федотьев. Пашни церковные поповы паханые во всех полях двадцать пять четвертей с осминою середние земли, да лесом поросло шесть четвертей. Сена попова и дьячкова и пономарева по речке Шучеболке, на пожне, на прудишке двадцать копен, да на Волге и на озере Яхробольском сто копен, лесу непашенного шесть десятин».
С 1777 года село и деревни в составе Даниловского уезда Ярославской губернии.
Близ деревни располагался погост Бор-Голышкино. На погосте было две церкви: одна каменная сооружена в 1725 году, другая в 1774 году. Престолов в обеих церквах было пять: Николая Чудотворца, Боголюбской иконы Божией Матери, Феодора и чад его Давида и Константина, Воскресения Христова, Предтечи и Крестителя Господня Иоанна.
В конце XIX — начале XX века деревня Бор являлось центром Боровской волости Даниловского уезда Ярославской губернии.
С середины 1929 до октября 1932 года деревня была административным центром Боровского района Ивановской Промышленной области РСФСР и центром Боровского сельсовета, с 1938 года — в составе Некрасовского района, с 2005 года — в составе сельского поселения Красный Профинтерн.

## Население
| 1859 | 1914 | 2002 | 2007 | 2010 |
| ---- | ---- | ---- | ---- | ---- |
| 526  | ↗583 | ↘162 | ↘128 | ↘97  |

Согласно результатам переписи 2002 года, в национальной структуре населения русские составляли 97 % из 162 жителей.

## Достопримечательности
Близ деревни находятся церковь Николая Чудотворца (1725 год), загородная усадьба Понизовкина, некрополь семьи Н. Понизовкина (конец XIX в. — начало XX в.), здание завода картофелетёрочного 1899 года.

## Общественный транспорт
Бор обслуживается автобусными маршрутами №№ 130 Ярославль (КДП Заволжье) — Вятское (через Красный Профинтерн) (шесть рейсов ежедневно) и 130к Ярославль (КДП Заволжье) — Липовицы (четыре рейса ежедневно — в летний период, два — в зимний). Остановка общественного транспорта «Ботоково» находится в 1,5 км от деревни.